# Anarmodia bistralis
Anarmodia bistralis là một loài bướm đêm trong họ Crambidae.